# Юкстагломерулярный аппарат

Схема почечного тельца, юкстагломерулярный аппарат обозначен буквой D.

Юкстагломерулярный аппарат (ЮГА) или околоклубочковый, является частью эндокринной системы почек.

## Общие сведения
Расположен вблизи клубочка, в стенке приносящих и выносящих артериол под эндотелием. Юкстагломерулярный аппарат участвует в регуляции кровообращения и мочеобразования в почках, влияет на общую гемодинамику и водно-солевой обмен в организме. Секретирует в кровь активное вещество — ренин, которое катализирует образование в организме ангиотензинов, альдостерона в надпочечниках и антидиуретического гормона в гипоталамусе. Состоит из трех основных частей — macula densa, юкстагломерулярных и юкставаскулярных клеток.